# 오광운
오광운(吳光運, 1689년 8월 23일 - 1745년 7월 21일)은 조선의 문신이다. 본관은 동복(同福), 자는 영백(永伯), 호는 약산(藥山), 시호는 충장(忠章)이다. 예조참판을 역임하였고, 무신란에 관계된 공로를 참작하여 사망 직후 이조판서 겸 대제학 관직이 추증되었다. 당파로는 청남(淸南) 준론(峻論)에 속하였다.

## 경력
1714년(숙종 40년), 소과 과거시험 생원시 합격
1719년(숙종 45년), 증광시 문과 과거시험 급제, 승문원 관직 임명
1723년(경종 3년), 문신 정시(庭試) 과거시험 급제, 정6품 예조 좌랑 임명
1728년(영조 4년) 2월, 홍문관 정6품 수찬 임명, 4월에 승정원 정3품 당상관인 동부승지로 발탁됨
1733년(영조 9년) 5월, 한성부 종2품 우윤 임명
1738년(영조 14년), 50세를 맞이하여 자신이 지은 시문(詩文)을 정리함
1741년(영조 17년) 9월, 형조 종2품 참판 임명
1742년(영조 18년) 12월, 예조 종2품 참판 임명
1743년(영조 19년) 7월, 사헌부 종2품 대사헌 임명
1744년(영조 20년) 11월, 개성부 종2품 유수 임명
1745년(영조 21년) 7월, 사망 (정2품 이조판서와 대제학 관직이 증직됨)
1788년(정조 12년) 4월, 시호 충장(忠章)이 내려짐 (채제공이 시호를 청하기 위한 문서인 시장을 지었음)

## 가족
- 고조부 : 예조판서 오준(吳竣, 1587년 ~ 1666년)[5]
- 고조모 : 진주(晉州) 유씨(柳氏) - 진사 유시회(柳時會)의 딸
  - 증조부 : 의금부도사 오정한(吳挺漢)
  - 증조모 : 은진(恩津) 송씨(宋氏) - 현감 송지휘의 딸
    - 조부 : 오시봉(吳始鳳)
    - 조모 : 양천(陽川) 허씨(許氏) - 승지 허정(許珽)의 딸
      - 백부 : 오상경(吳尙絅)
      - 부 : 돈녕부도정 오상순(吳尙純), 1689년(숙종 15년)에 증광시 소과 진사시 합격[6]
      - 모 : 광주(廣州) 안씨(安氏) - 승지 안후열(安後說)의 딸
        - 본인 : 오광운
        - 아내 : 안동(安東) 권씨(權氏) - 참봉 권경(權䪫)의 딸
          - 첫째아들 : 병조좌랑 오대관(吳大觀, 1711년 ~ ?), 1732년(영조 8년)에 정시 문과 장원급제[7]
          - 며느리 : 평강(平康) 채씨(蔡氏) - 채응만(蔡膺萬)의 딸
          - 둘째아들 : 오대성(吳大成), 요절

## 저서
- 약산만고(藥山漫稿)